# Stromile Swift
Pour les articles homonymes, voir Swift.
Stromile Swift, né le 21 novembre 1979 à Shreveport en  Louisiane, est un joueur américain de basket-ball.

## Biographie
Mesurant 2,08 m pour 100 kg, il joue au poste d'intérieur (ou ailier fort), après un très bon cursus universitaire avec les Tigers de LSU de l'université d'État de Louisiane. Il est choisi en deuxième position de la draft 2000 par les Grizzlies de Vancouver, derrière Kenyon Martin.
Toutefois, Il ne répond pas aux attentes liées à ce deuxième rang  : sa première saison avec les Grizzlies est très moyenne avec seulement 4,9 points par match. La saison suivante, les Grizzlies, qui ont entretemps déménagé à Memphis, lui donnent du temps de jeu et ses statistiques s'améliorent nettement avec 11,8 points par match, et 6,3 rebonds. Swift reste jusqu'à l'été 2005 chez les Grizzlies, ses statistiques tournant autour de 10 points.
Il est ensuite envoyé au Rockets de Houston ou il réalisa une saison moyenne avec environ 9 points et 4 rebonds, mais l'aventure avec les Rockets ne dure qu'une saison et Swift retourne à Memphis où sa moyenne de point continue de baisser. Pendant l'intersaison 2007, il est envoyé au New Jersey où ses statistiques s'écroulent complètement, puis finalement revient pendant la saison à Memphis ou retrouvant un peu plus de temps de jeu ses statistiques remontent légèrement. Cette dernière franchise l'échange en février 2008 et l'envoie chez les Nets du New Jersey. Il termine la saison avec cette franchise, puis dispute le début de la suivante mais il fait de nouveau partie d'un échange qui le voit rejoindre les Suns de Phoenix avec lesquels il termine la saison.

## Records sur une rencontre en NBA
Les records personnels de Stromile Swift en NBA sont les suivants, :
| Type de statistique        | Saison régulière | Saison régulière          | Saison régulière | Playoffs | Playoffs               | Playoffs      |
| Type de statistique        | Record           | Adversaire                | Date             | Record   | Adversaire             | Date          |
| -------------------------- | ---------------- | ------------------------- | ---------------- | -------- | ---------------------- | ------------- |
| Points                     | 31               | @ SuperSonics de Seattle  | 17 avril 2002    | 13       | Suns de Phoenix        | 1er mai 2005  |
| Paniers marqués            | 12               | @ SuperSonics de Seattle  | 17 avril 2002    | 6        | Suns de Phoenix        | 1er mai 2005  |
| Paniers tentés             | 18               | 2 fois                    | 2 fois           | 9        | 2 fois                 | 2 fois        |
| Paniers à 3 points réussis | 1                | 2 fois                    | 2 fois           | -        | -                      | -             |
| Paniers à 3 points tentés  | 2                | Lakers de Los Angeles     | 9 janvier 2007   | -        | -                      | -             |
| Lancers francs réussis     | 13               | Bucks de Milwaukee        | 18 décembre 2001 | 4        | @ Spurs de San Antonio | 19 avril 2004 |
| Lancers francs tentés      | 18               | Bucks de Milwaukee        | 18 décembre 2001 | 4        | 2 fois                 | 2 fois        |
| Rebonds offensifs          | 8                | Trail Blazers de Portland | 15 novembre 2001 | 5        | Suns de Phoenix        | 29 avril 2005 |
| Rebonds défensifs          | 15               | Hawks d'Atlanta           | 16 mars 2003     | 5        | @ Spurs de San Antonio | 17 avril 2004 |
| Rebonds totaux             | 16               | 2 fois                    | 2 fois           | 8        | Suns de Phoenix        | 29 avril 2005 |
| Passes décisives           | 4                | 4 fois                    | 4 fois           | 1        | 4 fois                 | 4 fois        |
| Interceptions              | 4                | 4 fois                    | 4 fois           | 2        | @ Spurs de San Antonio | 19 avril 2004 |
| Contres                    | 8                | 76ers de Philadelphie     | 20 novembre 2002 | 3        | @ Spurs de San Antonio | 17 avril 2004 |
| Balles perdues             | 7                | @ Jazz de l'Utah          | 12 janvier 2002  | 3        | @ Spurs de San Antonio | 19 avril 2004 |
| Minutes jouées             | 43               | @ Cavaliers de Cleveland  | 29 novembre 2003 | 22       | 2 fois                 | 2 fois        |

- Double-double : 38
- Triple-double : 0